# Kolonizace
Kolonizace (z lat. colonus, rolník) znamená osidlování dosud nevyužívaného nebo málo osídleného prostoru, později také zakládání nebo dobývání vzdálených kolonií (kolonialismus). Lidská kolonizace se obvykle dělí na vnitřní (místní, např. mýcení lesů) a vnější. Příčinou kolonizace bylo zejména přelidnění a hledání či dobývání nové zemědělské půdy, budování vzdálených obchodních stanic a osad a konečně dobyvačná expanze zejména západoevropských států v novověku. V přeneseném smyslu se od 19. století hovoří i o kolonizaci bakteriální, rostlinné nebo živočišné jako o pronikání do nových míst, kde daný druh dosud nesídlil.

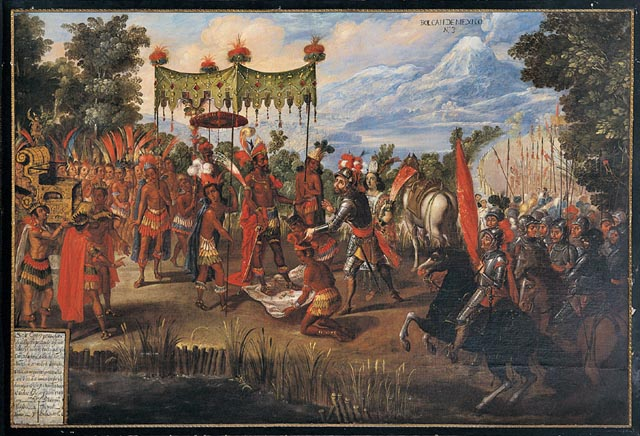
H. Cortés se setkává s Montezumou roku 1520

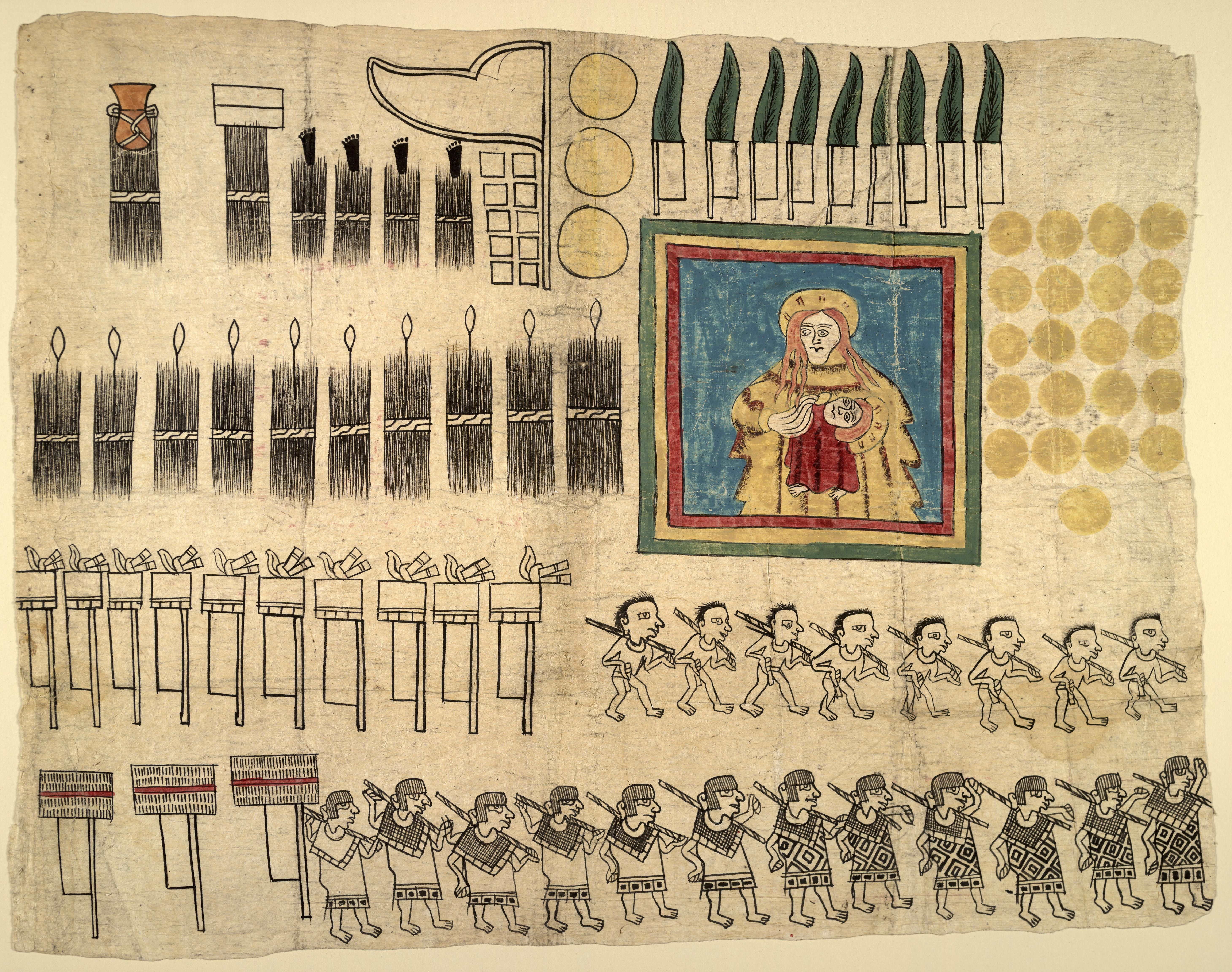
Ilustrace k soudní žalobě mexických domorodců proti španělské správě (1531)

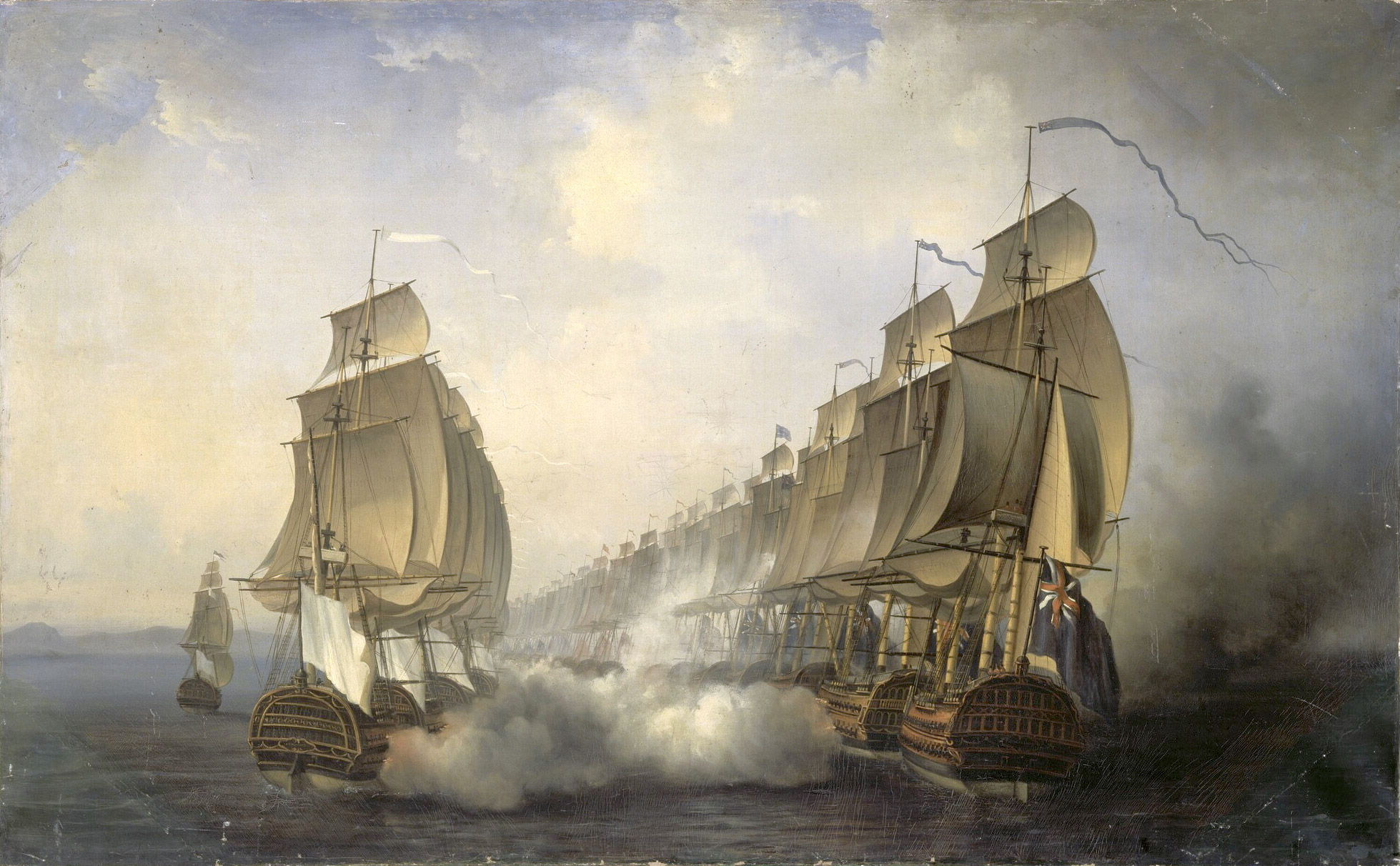
Bitva Francouzů s Brity u Cuddalore v Indii 1783

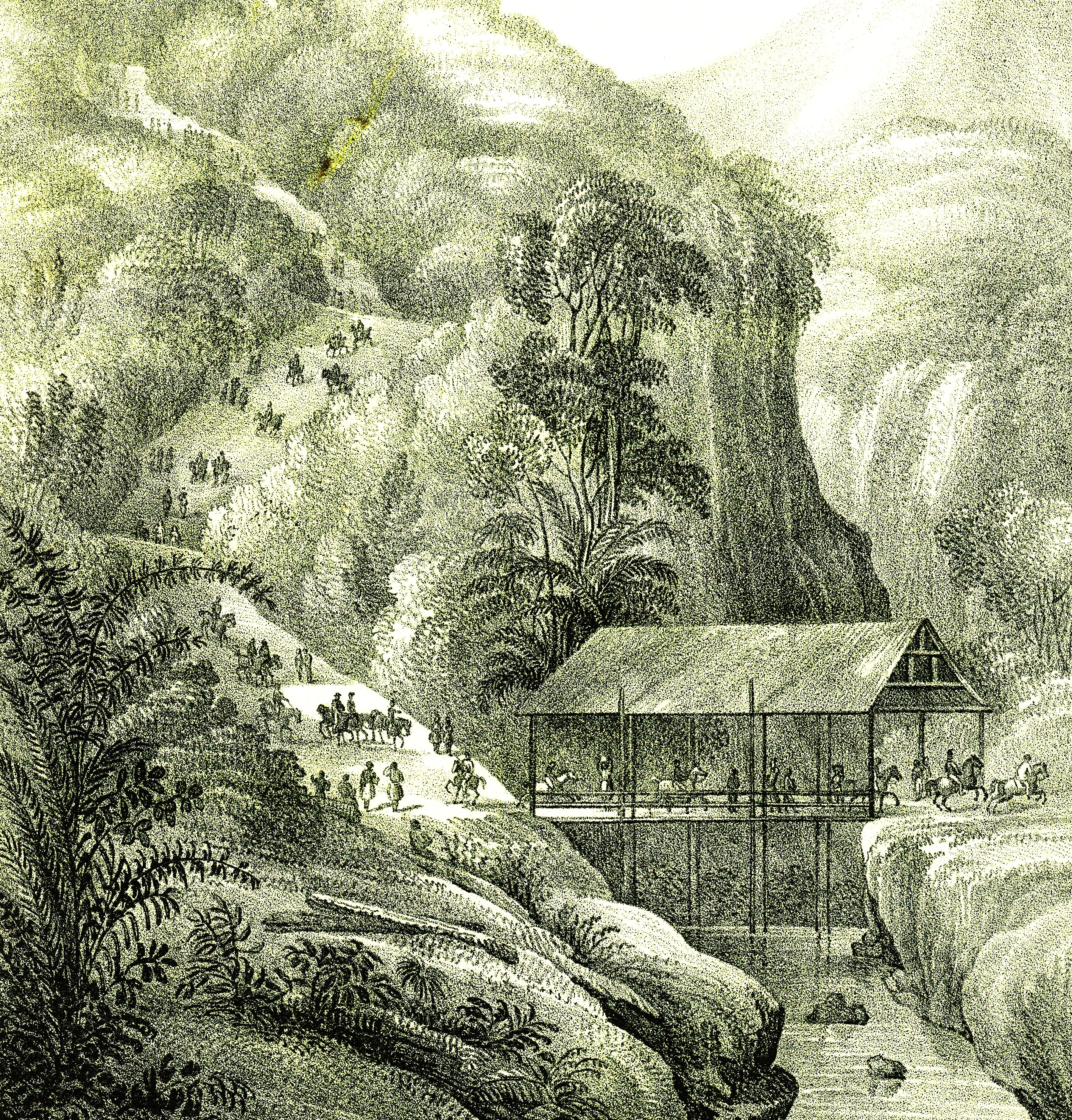
Nizozemští vojáci na Celebesu (1830)

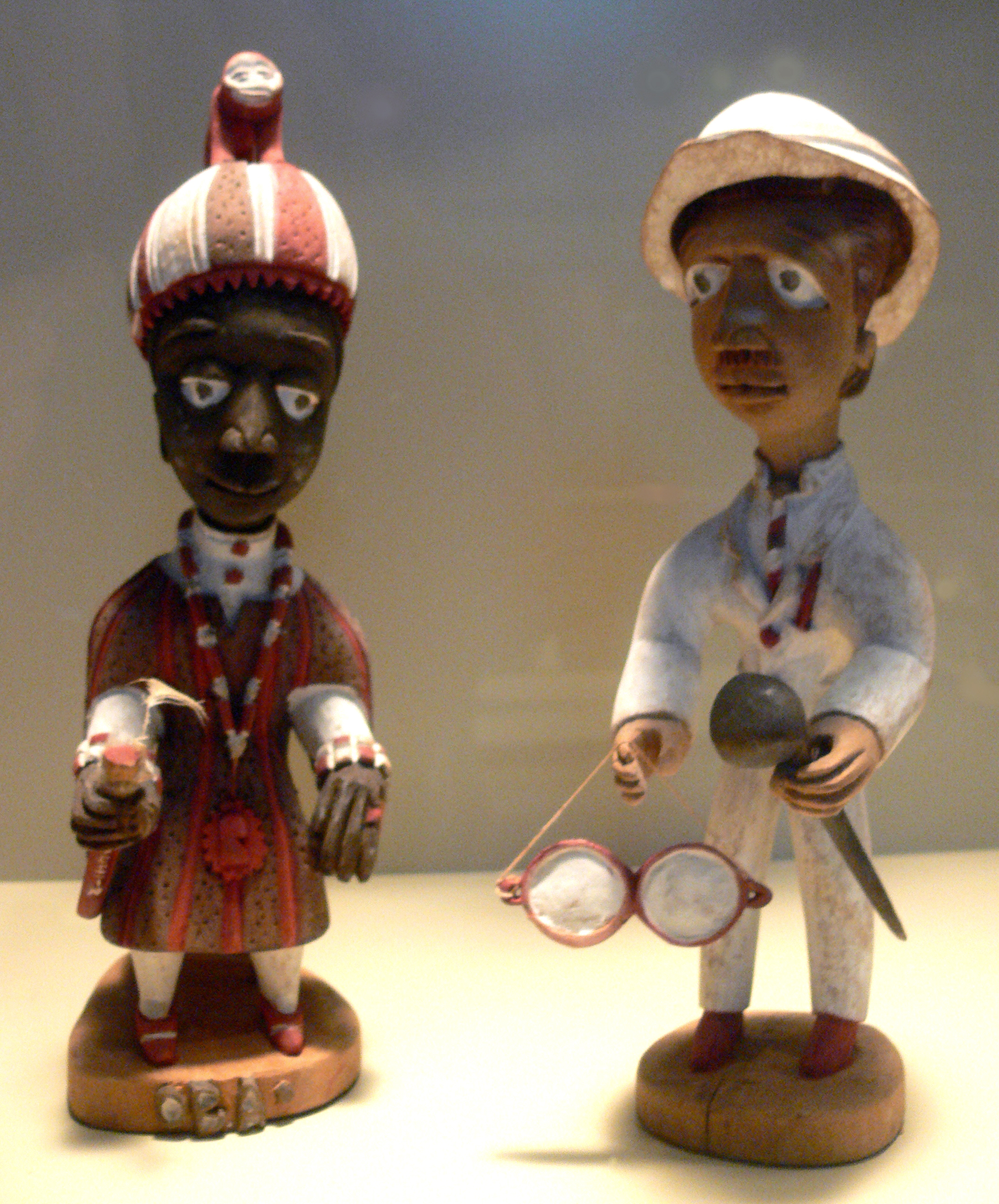
Joruba a Evropan (domorodá řezba, Nigérie, kolem 1920)

## Zemědělská kolonizace
Vnitřní kolonizace, příprava a obdělávání zemědělské půdy, začíná se vznikem usedlého zemědělství jako klučení a mýcení lesů a podobně. Zemědělský způsob života sice umožňuje obživu podstatně více lidem na stejném prostoru než způsob sběračsko-lovecký, vytváří však také velké demografické přebytky a tím přelidnění. Zemědělské osady tak stále hledaly vhodnou půdu pro kolonizaci ve svém okolí, a když byla vyčerpána, podnikali mladí lidé i výpravy do vzdálenějších krajin.
Tento pohyb lidí a usídlování v okrajových částech říší podporovali také panovníci. Chammurapiho zákoník počítá s tím, že vojáci dostávali půdu na hranicích, aby říši bránili a římští císařové usazovali vysloužilé vojáky jako kolóny v okrajových částech říše. Přelidněné řecké obce kolonizovaly západní pobřeží Malé Asie, ostrovy v Egejském moři, Sicílii a jižní Itálii. Od vrcholného středověku naopak panovníci méně rozvinutých částí Evropy zvali kolonisty z přelidněného západu, aby kolonizovali neobydlené kraje jejich zemí a zakládali tam i města, která významně zvyšovala jejich příjmy. Tak vznikla od 12. století i převážně německá kolonizace českých zemí, která vyvrcholila zakládáním měst ve 13. a 14. století a pokračovala v horských krajích až do 16. století. Češi se rovněž osvědčili jako zemědělští kolonisté. Na severu dnešního Chorvatska žije stále ještě početná česká menšina, první čeští kolonisté přicházeli už za Marie Terezie. Také kolonizace Severní Ameriky od 17. století začala jako kolonizace zemědělská a v 19. století osidlovali ruští carové evropskými kolonisty Rusko a Sibiř.

## Obchodní kolonizace
Od 8. století př. n. l. začali féničtí obchodníci zakládat obchodní stanice a osady po celém pobřeží Středozemního moře, kde s místními obyvateli směňovali své výrobky a dováželi za ně suroviny a obilí. Od 6. století je začali následovat také Řekové, kteří osídlili i pobřeží Černého moře. Z úspěšných obchodních stanic postupně vznikala města a v jejich okolí se usídlovali přistěhovalí zemědělci. Ve 2. století př. n. l. se fénické osady, vedené Kartágem, střetly s expandujícím Římem a po jeho vítězství ovládli středomořský obchod Římané. Síť svých osad rozšířili až do Británie a současně kolonizovali Balkán, západní i střední Evropu. Koncem císařské doby už byl Řím závislý na dovozu obilí z Egypta a dalších kolonií.
Obchodní stanice na východě měli od 10. století Benátčané a ve vrcholném středověku pěstovali v dnešním Libanonu cukrovou třtinu. Nový rozmach koloniálního obchodu začal díky lepším lodím v 15. století, kdy Portugalsko obsadilo Ceutu (1415) a Azory (1427) a do poloviny 16. století vybudovali síť osad kolem Afriky do Indie, Číny a Japonska (založení Nagasaki 1553). Jejich osady postupně dobyli a ovládli Nizozemci a od 18. století Angličané.

## Dobyvatelská kolonizace

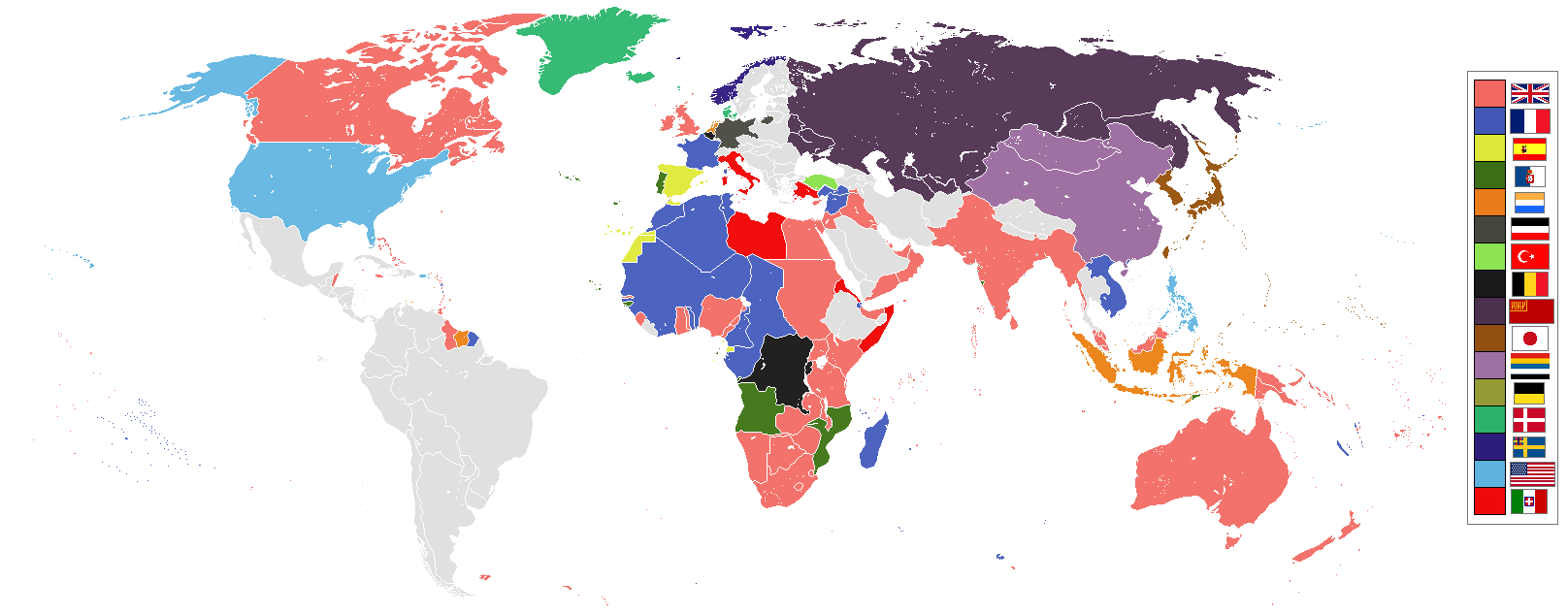
Koloniální rozdělení světa kolem roku 1920

Jinak probíhala kolonizace Střední a Jižní Ameriky, kde španělští a portugalští mořeplavci narazili na vyspělé říše (Aztéckou a Inckou) a rozvinuté mayské městské státy s vyvinutým zemědělstvím a velkým bohatstvím. Když poměrně malé skupiny dobrodruhů dobyly a zničily jejich centra, mohly ovládat rozsáhlá území a dovážet odtud množství drahých kovů. Od 17. století začali Španělé a Portugalci zakládat velké plantáže cenných plodin a dovážet tam otroky zejména ze západní Afriky.
Kolonizaci Severní Ameriky zahájili Španělé už roku 1535 a jejich „Nové Španělsko“ zahrnovalo vedle Mexika i jižní a jihozápadní části dnešních USA. Francouzští kolonisté založili 1608 kanadský Quebec a vybudovali rozsáhlou síť pro obchod s kožešinami na severu a bavlnou na jihu. Roku 1682 založili nynější St. Louis a 1718 New Orleans (kolonie Louisiana). V 18. století tak ovládli rozsáhlé území od západní Kanady až po Mexický záliv. Britská kolonizace Severní Ameriky začala zemědělským osidlováním východního pobřeží (Virginie 1607), kde britští, švédští, později němečtí a další kolonisté postupně vytlačili a vyhubili domácí obyvatelstvo a nakonec ovládli celou Severní Ameriku s výjimkou Aljašky, kterou obsadili Rusové. V průběhu 18. a 19. století evropské koloniální mocnosti – především Velká Británie, Španělsko, Portugalsko, Nizozemsko, Francie a nakonec i Německo a Belgie – ovládly velkou část světa a téměř celou Afriku. Kolonialismus vyvrcholil počátkem 20. století, než se v jeho druhé polovině velmi rychle rozpadl a zhroutil.

## Kolonizace vesmíru
Zájem o jiné světy vyvolal svými romány francouzský vědec a spisovatel Camille Flammarion (1842-1925). S myšlenkou osidlování Měsíce a dalších těles přišel ruský filosof Nikolaj Fjodorovič Fjodorov koncem 19. století, a podnítil tak ruský zájem o stavbu raket. Ty nabyly ve 20. století velký vojenský význam, který vedl i k podpoře kosmického výzkumu. V této souvislosti se v literatuře začalo znovu psát o vesmírných cestách, člověk vstoupil na Měsíc a vznikly i kosmické stanice s dlouhodobou posádkou. Přesto se osidlování Měsíce - a tím spíše vzdálenějších těles - nezdá dnes příliš pravděpodobné vzhledem k obrovským nákladům a malé naději na nějaký hospodářský prospěch. Nicméně zůstává oblíbeným tématem románů a filmů.